# Saccopodium
Saccopodium är ett släkte av svampar. Saccopodium ingår i familjen Cladochytriaceae, ordningen Chytridiales, klassen Chytridiomycetes, divisionen pisksvampar och riket svampar.
|             | Nowakowskiella                        |
|             |                                       |
|             | Cladochytrium                         |
|             |                                       |
|             | Lacustromyces                         |
|             |                                       |
|             | Polychytrium                          |
|             |                                       |
|             | Physocladia                           |
|             |                                       |
| Saccopodium | \| \| Saccopodium gracile \| \| \| \| |
|             | \| \| Saccopodium gracile \| \| \| \| |
|             | Septochytrium                         |
|             |                                       |
|             | Megachytrium                          |
|             |                                       |
|             | Amoebochytrium                        |
|             |                                       |
|             | Saccopodium gracile                   |
|             |                                       |

|  | Saccopodium gracile |
|  |                     |